# Kazimierz Porębski
Kazimierz Porębski (russifié en Casimir Adolfovitch Porembsky ; Казимир Адольфович Порембский ; prononcer Porembski), né sujet de l’Empire russe, le 5 novembre 1872 à Wilna (aujourd’hui Vilnius en Lituanie) et mort le 21 janvier 1933 à Varsovie, est un officier de marine polonais qui commença sa carrière dans la flotte impériale de Russie. Il fut nommé lieutenant dans la marine russe en 1897, lieutenant-capitaine en 1905, capitaine de 1er rang en 1912, puis combattit dans la flotte impériale pendant la Première Guerre mondiale, notamment à bord de l’Impératrice Maria (1914-1916). Il fut, à partir de 1916 nommé contre-amiral de la flotte russe de la mer Noire.
Après la Première Guerre mondiale, il fut intégré à la flotte polonaise en 1919, lorsque le pays recouvra son indépendance. Il en devint vice-amiral en 1921.
Il fut décoré de la croix de commandeur de la Légion d'honneur.